# Nucleo sillabico
| Parola                      | Nucleo        |
| --------------------------- | ------------- |
| cat [kæt]                   | [æ]           |
| bed [bɛd]                   | [ɛ]           |
| ode [oʊd]                   | [oʊ]          |
| beet [bit]                  | [i]           |
| bite [baɪt]                 | [aɪ]          |
| rain [reɪn]                 | [eɪ]          |
| bitten [ˈbɪt.ən] o [ˈbɪt.n] | [ɪ] [ə] o [n] |

In fonetica e fonologia, il nucleo (o picco) è la parte centrale della sillaba, in genere quasi sempre una vocale. Oltre al nucleo, una sillaba può iniziare con un attacco e finire con una coda, ma nella maggior parte delle lingue la sola parte di una sillaba che è obbligatoria è il nucleo.  Il nucleo e la coda formano la rima della sillaba.
Dittonghi e trittonghi possono anche servire da nucleo.  Le sillabe con vocali brevi che fungono da nuclei sono talvolta riferite come "sillabe brevi" , mentre le sillabe con vocali lunghe, dittonghi o trittonghi che fungono da nuclei sono riferite come "sillabe lunghe". 
Le consonanti sonoranti come le liquide (come [r] e [l]) e le nasali (come [m] e [n]) possono servire da nucleo, se non c'è nessuna vocale.  Il nucleo dell'ultima sillaba nell'esempio finale a destra è un esempio di un nucleo sonorante. 
In alcune lingue, l'attacco può essere obbligatorio, cosicché le sillabe con vocale iniziale non si trovano. Ci sono anche alcune lingue come il nuxalk e alcuni dialetti berberi, che hanno soltanto alcune parole ostruenti. È difficile dividere tali parole in sillabe usando le convenzioni di un'altra lingua; Può darsi che il concetto di 'sillaba' non si applichi, o che i nuclei sillabici siano opzionali in queste lingue.